# العادات الذرية
العادات الذرية:منهج سهل لبناء عادات جيدة والتخلص من العادات السيئة هو كتاب للتنمية الذاتية صدر سنة 2018 من تأليف جيمس كلير ، وهو باحث في تكون العادات . حظي الكتاب بإشادة من معظم النقاد، مع عدم قبول عدد قليل منهم بشدة لادعاءاته. وقد اكتسب الكتاب شعبية كبيرة بين القراء في السنوات التي تلت نشره؛ وحتى فبراير 2024، بيع منه ما يقارب 20 مليون نسخة، وتصدر قائمة نيويورك تايمز لأكثر الكتب مبيعًا لمدة 164 أسبوعًا. صدرت طبعته العربية تحت عنوان "العادات الذرية:منهج سهل لبناء عادات جيدة والتخلص من العادات السيئة " وترجمه محمد فتحي خضر و صدر عن درا التنوير للطباعة والنشر سنة 2019.

## ملخص
في كتاب العادات الذرية ، يقدم جيمس كلير نصائح حول كسر   العادات السلبية، مثل التسويف والإدمان ، واستبدالها بعادات أكثر إيجابية، مثل أخلاقيات العمل الفعال. يدعي الكاتب أن السلوك العادي السلبي في حياة البشر اليومية لا ينجم عن "الذات" (القارئ)، بل عن "النظام" الذي تشكله هذه الذات ، و يسعى إلى أن يوجه القراء إلى كيفية كسر هذا "النظام الخاص بهم" عبر الزمن وجعل ظهور السلوك العادي الإيجابي يأتي بطريقة طبيعية منهم  يقول إن جميع العادات تتكون من "إشارة، ورغبة شديدة، واستجابة، ومكافأة"، والتي يوضحها بمثال حاجة الناس   إلى الضوء لكي يروا: يتلقى الشخص "إشارة" بأنه يحتاج للضوء لكي يرى داخل الغرفة، ويشتاق بشدة لرؤية أفضل وبالتالي يشعل الضوء في الغرفة، ويشعر بـ"الاستجابة" المتمثلة في رؤية أفضل، ويحصل على "مكافأة" االمتمثلة في الرؤية الواضحة. "تتمحور فلسفة الكتاب حول التحسن بنسبة 1٪ كل يوم، ومحاربة نقص قوة الإرادة، وتصميم البيئة المناسبة لبناء العادات".
يرى  الكاتب أن الشخص يحتاج إلى التركيز على "الطبقة الأعمق لتغيير سلوكه" - تغيير الهوية - ووالذي يُبسطه بقوله: "الهدف ليس أن تجري في  ماراثون، بل أن تصبح عداءً". و للاضطلاع بهذه المهمة، يوصي كلير بالاهتمام بتحقيق الذات ، واكتشاف "ماذا تريد أن تكون" و للبصم على هويتك الجديدة لنفسك أولا  من خلال إنجاز المهام اللازمة لتصبح ذلك الشخص.1] و هو ما تدعو له  كتب المساعدة الذاتية الأخرى، ولكن بأسلوبه  الخاص، ويوصي الكاتب  بـ"التراكم"، أي الشروع في  مهمة  أخرى فور الانتهاء من  المهمة السابقة ؛ ثم "ربط الترغيب "، أي منح نفسك مكافأة صغيرة مقابل اتباع العادات "المتراكمة". ويشير إلى أن العادات الإيجابية تصدر  بشكل طبيعي من  بعض الأشخاص أكثر من غيرهم؛ فعلى سبيل المثال، يقول إن الأشخاص الذين لديهم مستويات أعلى من الأوكسيتوسين هم أكثر احتمالاً أن يكونوا " لطفاء "، لذلك "قد يميلون إلى بناء عادات مثل كتابة رسائل الشكر ".

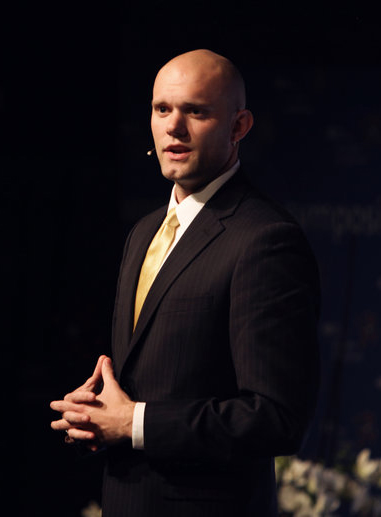
مؤلف كتاب العادات الذرية ، جيمس كلير ،سنة 2010

## تاريخ النشر
صدر كتاب العادات الذرية لأول مرة عن دار النشر دار أفري (إحدى العلامةات التجارية لمجموعة بنغوين ) في 16 أكتوبر 2018. و أعيد طبعه في عام 2023 بتصميم غلاف جديد من إبداع جورج جريفثس، والذي فاز بجائزة تبنغوين لتصميم أغلفة الكتب سنة 2024 للكتب في فئة كتب غير الخيالية للكبار .
بعد نشر الكتاب، بدأت شركة كلير في بيع "مفكرة كلير للعادات"، وهو مخطط يومي يهدف إلى المساعدة في تنمية العادات الجيدة. و في عام 2024، أصدر تطبيقًا للهواتف الذكية باسم "أتومز"، والذي صُمم لنفس الغرض .

## استقبال
لم يتلق كتاب العادات الذرية نجاحًا فوريًا، بل اكتسب شعبية فيما بعد في السنوات التي تلت نشره. و في سنة 2024، كتب "أوميد هومايوم" لمجلة فوربس أن الكتاب "توهج" حيث بيع منه ما يقارب 20 مليون نسخة - بسرعة أكبر من مبيعات كتاب التنمية الذاتية الشهير "العادات السبع للناس الأكثر فعالية" . قال هومايوم إن الاقتباسات من كتاب كلير "حطّمت الإنترنت [ كذا ]". و حتى 14 فبراير 2024، تصدر الكتاب قائمة نيويورك تايمز لأكثر الكتب مبيعًا في الولايات المتحدة لمدة 164 أسبوعًا، وكان الكتاب الأكثر مبيعًا على أمازون . و كتبت مجلة Slate أن كتاب العادات الذرية كان "كتاب التنمية الذاتية لهذا العقد". في سنة 2025، جاء الكتاب في المركز العاشر في قائمة Sunday Times لأفضل مبيعات الكتب في المملكة المتحدة.

## اقتباسات
- نحن نقوم بتغييرات بسيطة غير النتائج لا تأتي سريعا ، و من ثم  نعود الى سلوكياتنا المعتادة  القديمة.
- انت تجني ثمار ما تواظب على تكراره.
- إن الناس يعكسون سلوكاك اتجاههم: فكلما ساعدت الغير ،اراد الغير أن يساعدك ....
- لا تبدو العادات و كانها تحدث فارقاةيذكر الى ان تجتاز عتبة حرجة معينة و تفتح مستوى جديدا من الأداء ،ففي المراحل الأولى و المتوسطة من اي مسعى يوجد على الدوام  وادي الاحباط...اقوى النتائج تأتي بصورة متأخرة ص.
- كل الانجازات الكبيرة تأتي من بدايات بسيطة.
- انس امر  الاهداف و ركز على الأنظمة بدلا منها.
- الأنظمة معنية بالعمليات التي تؤدي الى تحقيق النتائج.